# Сакраменто
Сакраменто (енгл. Sacramento) главни и четврти је по величини град у америчкој савезној држави Калифорнија. Лежи на истоименој ријеци, удаљен око 120 км сјевероисточно од Сан Франциска, уједно и од Тихог океана. Карактерише га медитеранска клима. Град је центар метрополитенске регије која обухвата и Елк Гроув и Роузвил. По попису становништва из 2020. у њему је живело 524.943 становника.

## Историја
На подручју данашњег града прије досељавања европских колонијалиста живјели су Индијанци из породица Нисенан и Сијера Мивок. Године 1799. или 1808. шпански истраживач Габријел Морага открио је долину и ријеку и назвао их према „Пресветом сакраменту тијела и крви Христове“, што се односи на Еухаристију.
Један од првих досељеника био је Швајцарац Џон Сатер, поријеклом из швајцарског Лијестала (данас града пријатеља Сакрамента), који је стигао у августу 1839, да би 1840. подигао трговачку станицу и утврду Сатерс Форт (тада „Њу Хелветиа“ или на српском Нова Швајцарска) уз помоћ радне снаге из оближњих индијанских резервата. Године 1847. засадио је 2000 воћака, чиме је започела пољопривредна производња у долини Сакрамента. Године 1848. Џејмс В. Маршал открио је злато у долини, чиме је отпочела Калифорнијска златна грозница. Током 1840-их и 1850-их година у САД је, као посљедица Првог и Другог опијумског рата, пристигао велики број Кинеза, који су се највише населили у Сан Франциску и Сакраменту.
Калифорнијско је законодавство, уз подршку гувернера Џона Биглера преселило се у Сакраменто 1854. године. Под шпанском влашћу главни град Калифорније био је Монтереј. Године 1879. Сакраменто је уставном конвенцијом трајно именован главним градом Калифорније.

## Географија
Сакраменто се налази на надморској висини од 9 m.

### Клима
| Клима (Сакраменто)          | Клима (Сакраменто) | Клима (Сакраменто) | Клима (Сакраменто) | Клима (Сакраменто) | Клима (Сакраменто) | Клима (Сакраменто) | Клима (Сакраменто) | Клима (Сакраменто) | Клима (Сакраменто) | Клима (Сакраменто) | Клима (Сакраменто) | Клима (Сакраменто) | Клима (Сакраменто) |
| Показатељ \ Месец           | .Јан.              | .Феб.              | .Мар.              | .Апр.              | .Мај.              | .Јун.              | .Јул.              | .Авг.              | .Сеп.              | .Окт.              | .Нов.              | .Дец.              | .Год.              |
| --------------------------- | ------------------ | ------------------ | ------------------ | ------------------ | ------------------ | ------------------ | ------------------ | ------------------ | ------------------ | ------------------ | ------------------ | ------------------ | ------------------ |
| Апсолутни максимум, °C (°F) | 24 (75)            | 27 (81)            | 32 (90)            | 37 (99)            | 42 (108)           | 44 (111)           | 46 (115)           | 44 (111)           | 43 (109)           | 39 (102)           | 30 (86)            | 22 (72)            | 46 (115)           |
| Средњи максимум, °C (°F)    | 13 (55)            | 17 (63)            | 19 (66)            | 23 (73)            | 28 (82)            | 32 (90)            | 34 (93)            | 34 (93)            | 32 (90)            | 26 (79)            | 18 (64)            | 13 (55)            | 24,1 (75,4)        |
| Средњи минимум, °C (°F)     | 5 (41)             | 7 (45)             | 8 (46)             | 10 (50)            | 12 (54)            | 14 (57)            | 16 (61)            | 16 (61)            | 15 (59)            | 12 (54)            | 8 (46)             | 4 (39)             | 10,6 (51,1)        |
| Апсолутни минимум, °C (°F)  | −7 (19)            | −6 (21)            | −2 (28)            | 1 (34)             | −3 (27)            | 6 (43)             | 8 (46)             | 9 (48)             | 7 (45)             | 1 (34)             | −3 (27)            | −8 (18)            | −8 (18)            |
| Количина падавина, mm (in)  | 106,2 (41,81)      | 95,8 (37,72)       | 80,0 (31,5)        | 29,7 (11,69)       | 15,2 (5,98)        | 4,6 (1,81)         | 1,3 (0,51)         | 1,3 (0,51)         | 9,4 (3,7)          | 25,4 (10)          | 65,8 (25,91)       | 70,1 (27,6)        | 504,8 (198,74)     |
| [ тражи се извор ]          |                    |                    |                    |                    |                    |                    |                    |                    |                    |                    |                    |                    |                    |

## Демографија
Према попису становништва из 2010. у граду је живело 466.488 становника, што је 59.470 (14,6%) становника више него 2000. године.
|                   | 2010.            | 2000.            |
| Укупно            | 466 488 (100,0%) | 407 018 (100,0%) |
| Белци             | 161 062 (34,53%) | 164 974 (40,53%) |
| Хиспаноамериканци | 125 276 (26,86%) | 87 974 (21,61%)  |
| Азијати           | 85 503 (18,33%)  | 67 635 (16,62%)  |
| Афроамериканци    | 68 335 (14,65%)  | 62 968 (15,47%)  |
| Остали            | 26 312 (5,640%)  | 23 467 (5,766%)  |

## Градови побратими
Сакраменто има девет градова побратима:
- Манила на Филипинима
- Кишињев, у Молдавији
- Хамилтон, на Новом Зеланду
- Ђинан, у Кини
- Лијестал, у Швајцарској
- Мацујама, у Јапану
- Јонгсан-гу, у Јужној Кореји
- Сан Хуан де Оријенте, у Никарагви
- Витлејем у Палестини